# Lisa Marie (actriu)
Lisa Marie Smith, coneguda professionalment com Lisa Marie, és una model i actriu estatunidenca.

## Primers anys
Lisa Marie va néixer a Piscataway (Nova Jersey), on va ser criada pel seu pare i els seus avis. Va estudiar ballet durant vuit anys al New Jersey Ballet i va aprendre piano clàssic. Es va traslladar a la ciutat de Nova York als 15 anys per estudiar teatre, dansa i música.

## Carrera
Va ser model per a Robert Mapplethorpe i va aparèixer a la campanya publicitària del fotògraf Bruce Weber per al perfum Obsession del dissenyador Calvin Klein.
Marie va aparèixer breument a Let's Get Lost, el documental de Weber sobre la vida del trompetista de jazz Chet Baker, i va tenir un petit paper a la pel·lícula de Woody Allen Alice. El 1989 va aparèixer a la cançó de Malcolm McLaren "Something's Jumpin' in Your Shirt" del seu àlbum de 1989 Waltz Darling. Del 2000 al 2002 va presentar la sèrie de curtmetratges Exposure al canal Sci-Fi .
Marie ha aparegut en revistes com Maxim, Playboy i Esquire. També ha tingut les seves pròpies fotografies exposades i publicades en revistes; Vanity Fair va publicar fotos una al costat de l'altra fetes per ella i la seva parella, el director de cinema Tim Burton. Marie va aparèixer en diverses de les pel·lícules de Burton, com ara la de l'actriu i l'amfitriona de pel·lícules de terror dels anys 50 Vampira a la pel·lícula biogràfica de 1994 Ed Wood.
El 2015, Marie va protagonitzar la pel·lícula de terror We Are Still Here amb Barbara Crampton, Andrew Sensenig, Larry Fessenden, Monte Markham i Susan Gibney

## Vida personal
Marie va conèixer el director de cinema Tim Burton a una cafeteria de Nova York la nit de Cap d'Any de 1992, quan acabava d'acabar de modelar per a Calvin Klein, i Burton havia tingut dificultats en el seu matrimoni de quatre anys. Segons un article del Boston Herald, van afirmar que s'havien unit per haver presenciat dos albiraments d'OVNI a Califòrnia. Van estar compromesos des del 1993 fins al 2001 i ella va aparèixer en petits papers a la majoria de les seves produccions realitzades durant aquest temps.
Burton va acabar abruptament amb la seva relació després de l'estrena de Planet of the Apes del 2001, que va dirigir. Marie va tenir un petit paper a la pel·lícula, mentre que la nova xicota de Burton Helena Bonham Carter va ser una de les seves actrius principals. Marie va respondre el 2005 fent una subhasta d'objectes personals que posseïa de Burton, per a la seva consternació.

## Filmografia
| Any  | Títol                     | Paper                                               | Notes                                     |
| ---- | ------------------------- | --------------------------------------------------- | ----------------------------------------- |
| 1988 | Let's Get Lost            | Ella mateixa                                        |                                           |
| 1990 | Alice                     | Convidada al Nadal de l’oficina                     |                                           |
| 1994 | Ed Wood                   | Vampira                                             |                                           |
| 1996 | Mars Attacks!             | Noia marciana                                       |                                           |
| 1997 | Breast Men                | Vanessa                                             |                                           |
| 1998 | Frogs for Snakes          | Myrna L'Hatsky                                      |                                           |
| 1999 | Tail Lights Fade          | Kitty                                               |                                           |
| 1999 | Sleepy Hollow             | Lady Crane                                          |                                           |
| 1999 | If... Dog... Rabbit...    | Judy                                                |                                           |
| 2000 | Chasing the Dragon        | Claire Oberon                                       |                                           |
| 2000 | The Beatnicks             | Sophie                                              |                                           |
| 2000 | Stainboy                  | Veu de Match Girl / Mare de Stainboy / Cracker Girl |                                           |
| 2001 | Planet of the Apes        | Nova                                                |                                           |
| 2003 | Starring                  |                                                     | curtmetratge del dissenyador Jeremy Scott |
| 2008 | Secret World of Superfans | Herself                                             |                                           |
| 2012 | The Lords of Salem        | Priscilla Reed                                      |                                           |
| 2012 | Silent Night              | Mrs. Morwood                                        |                                           |
| 2015 | We Are Still Here         | May Lewis                                           |                                           |
| 2015 | Dominion                  | Tonjura                                             |                                           |
| 2015 | Tales of Halloween        | Vídua victoriana                                    | Segment "Grim Grinning Ghost"             |

## Aparicions a televisió
- General Hospital, Jennifer Smith #1 1979–1980
- Miami Vice, Cinder – episodi "Baseballs of Death" (1988)
- Showbiz Today, ella mateixa – 12 de desembre de 1996
- The Howard Stern Show, ella mateixa – 11 de desembre de 1999
- Exposure, presentadora (2000–2001)